# Burbage (Derbyshire)
Burbage – wieś w Anglii, w hrabstwie Derbyshire, w dystrykcie High Peak. Leży 48 km na północny zachód od miasta Derby i 230 km na północny zachód od Londynu.